# Ludvig 7. af Hessen-Darmstadt
Ludvig 7. (tysk: Ludwig VII; 22. juni 1658 – 31. august 1678) var landgreve af Hessen-Darmstadt fra 24. april 1678 til sin død 31. august 1678. 
Han var søn af Landgreve Ludvig 6. af Hessen-Darmstadt og Marie Elisabeth af Slesvig-Holsten-Gottorp. Han tiltrådte som landgreve ved sin fars død den 24. april 1678. Han regerede dog kun i 18 uger og 4 dage, da han døde som følge af en infektion allerede den 31. august samme år.

## Eksterne links
- Wikimedia Commons har flere filer relateret til Ludvig 7. af Hessen-Darmstadt